# Джилс (окръг, Тенеси)
Окръг Джилс (на английски: Giles County) е окръг в щата Тенеси, Съединени американски щати. Площта му е 1582 km², а населението – 29 447 души (2000). Административен център е град Пуласки.